# Корантейн
Корантейн (на английски: Courantyne River; на нидерландски: Corantijn) е река в северната част на Южна Америка, протичаща по цялото си протежение по границата между Гвиана на запад и Суринам на изток, вливаща се в Атлантическия океан. Дължината ѝ е 724 km (заедно с дясната съставяща я река Сипаливини – 883 km), а площта на водосборния басейн – 56 000 km² (по други данни 69 000 km²).
Река Корантейн се образува на 193 m н.в., от сливането на двете съставящи я реки Кутари (лява съставяща) и Сипаливини (дясна съставяща) и двете извиращи от най-източните части на планината Сера Акараи, разположена в източната част на Гвианската планинска земя. Почти по цялото си протежение тече предимно в северна посока, по северните склонове на Гвианската планинска земя, сред гъсти и влажни екваториални гори, като образува множество бързеи и прагове. След устието на десния си приток Кабалебо намлиза и тече през Гвианската низина с бавно и спокойно течение. Влива се в Атлантическия океан чрез естуар. Основни притоци: леви – Кутари (100 km), Ню Ривър (400 km, най-голям); десни – Сипаливини (159 km), Люси, Кабалебо. Подхранването ѝ е предимно дъждовно и почти целогодишно е пълноводна. Плавателна е за големи кораби на 70 km от устието, до гвианския град Ореалия, а за плитко газещи речни съдове – до устието на река Кабалебо.
През 1844 г. немският изследовател на британска служба Робърт Шомбург заедно с брат си открива, изследва и картографира цялото течение на реката, в т.ч. и нейния водосборен басейн, разположен на територията на днешна Гвиана.